# Cabeça Gorda
 Cabeça Gorda ist eine Gemeinde Freguesia in Portugal im Landkreis und Bezirk von Beja, mit 78,2 km² Grundfläche mit 1125 Einwohnern (Stand 19. April 2021). Dies ergibt eine Bevölkerungsdichte von 14,4 Einwohnern/km².